# Laurin Thorne
Laurin Thorne (1997) es una deportista canadiense que compite en triatlón. Ganó una medalla de plata en el Campeonato Panamericano de Triatlón de 2016 en la prueba de relevo mixto.

## Palmarés internacional
| Campeonato Panamericano | Campeonato Panamericano   | Campeonato Panamericano | Campeonato Panamericano |
| Año                     | Lugar                     | Medalla                 | Prueba                  |
| ----------------------- | ------------------------- | ----------------------- | ----------------------- |
| 2016                    | Sarasota (Estados Unidos) | Medalla de plata        | Relevo mixto            |